# Achilia covidia
 Achilia covidia este o specie de coleoptere care aparține genului Achilia, familia Staphylinidae. Specia, endemică în Chile, a fost studiată și descrisă formal pentru prima dată în 2021, iar epitetul specific covidia face referire la pandemia de coronaviroză din acea perioadă. Insecta a fost descrisă împreună cu alte două specii ale aceluiași gen,  Achilia pandemica și Achilia quarantena.